# Kanteba
Kanteba este un oraș în  provincia Katanga, Republica Democrată Congo. În 2012 avea o populație de 18 225 de locuitori, iar în 2004 avea 15 464.